# Cotter (Iowa)
Cotter est une ville du  comté de Louisa, en Iowa, aux États-Unis. Elle est fondée en 1878 et incorporée le 1er avril 1912.

## Source de la traduction
- (en) Cet article est partiellement ou en totalité issu de l’article de Wikipédia en anglais intitulé « Cotter, Iowa » (voir la liste des auteurs).